# جيم دورسي
جيم دورسي (بالإنجليزية: Jim Dorsey) هو لاعب كرة قاعدة أمريكي، ولد في 2 أغسطس 1955 في أوك بارك في الولايات المتحدة.

## وصلات خارجية
- جيم دورسي على موقعبيزبول رفرنس.كوم (الدوري الرئيسي) (الإنجليزية)
- جيم دورسي على موقعبيزبول رفرنس.كوم (الدوري الثانوي) (الإنجليزية)